# Tomba KV55
La Tomba KV55 de la Vall dels Reis fou descoberta per Edward R. Ayrton el 6 de gener del 1907. El seu patrocinador, Theodore M. Davis, publicà un resum de l'excavació (The Tomb of Queen Tîyi) el 1910. Aquesta tomba és de la Dinastia XVIII, i és un jaciment problemàtic perquè sembla haver estat utilitzat per a diversos enterraments: s'atribueix el primer a la reina Tiy, per la capella de fusta trencada dedicada a ella (Tiy fou traslladada ací després de l'abandó d'Al-Amarna, i finalment a la Tomba KV35). La mòmia trobada ací pot ser la del seu fill, el faraó Akhenaton, tot i que també s'ha pensat en la del seu successor, Semenkhare.
El 1923, Harry Burton la va usar com a cambra fosca per a revelar les seues fotografies durant l'excavació de la Tomba de Tutankamon per Howard Carter.(1)

## Descripció
La KV55 és una tomba reial relativament menuda, fa 27,61 metres de llargada. És al costat de la Tomba KV6, la de Ramsés IX, damunt de la Tomba KV7 (de Ramsés II) i a prop de la KV62, la tomba de Tutankamon.

Disposició de la tomba KV55: A - Entrada.
B - Passadís. J - Cambra funerària. Ja - Cambra lateral.

L'entrada s'obri en la roca, en direcció est. Condueix a unes escales que duen a un corredor un poc inclinat i a la cambra fúnebre. Al sud d'aquesta cambra hi ha pas a una avantcambra petita, i marques roges d'obra de paleta a la paret est que indiquen la planificació d'una altra sala, que hauria igualat la disposició de la Tomba de Tutankamon. Malgrat que les parets de la tomba estan enguixades, una cosa anormal per a una tomba reial, no estan pas decorades. Un dibuix en un òstracon trobat per Lyla Pinch Brock el 1993, s'ha interpretat com el plànol de la tomba, i sembla que l'entrada original havia estat ampliada, corroborat per les marques a les parets de la tomba.(1)
La tomba va ser alterada en l'Antiguitat, i per això és difícil d'interpretar: tot i que va poder ser profanada per a infamar la memòria d'Akhenaton, també va ser trastocada durant la construcció de la KV6, durant la Dinastia XX.
Les evidències de la tomba compliquen la seua atribució. Els segells de la porta duien el nom de Tutankamon, evidentment a partir de l'època en què el seu inquilí fou soterrat per segona vegada; els vasos canopis de la tomba són semblats als de l'esposa secundària d'Akhenaton, Kiya; la capella trencada, els plafons de la qual estan tirats per la cambra, duen el nom i les representacions de la mare d'Akhenaton, la reina Tiy; el nom d'Akhenaton apareix en una sèrie de "rajoles màgiques" trobades en la tomba, així com el del seu pare, Amenofis III i la seua filla i esposa, Sitamon.(2) Totes aquestes dades recorden les figures principals del període d'Al-Amarna, per això té el nom popular de l'amagatall d'Al-Amarna.
Sembla que la tomba fou dissenyada per a l'enterrament d'algun noble o funcionari, i s'usà després per a sepultura reial, com succeí posteriorment amb la tomba de Tutankamon.(2)

## Identificació de la mòmia

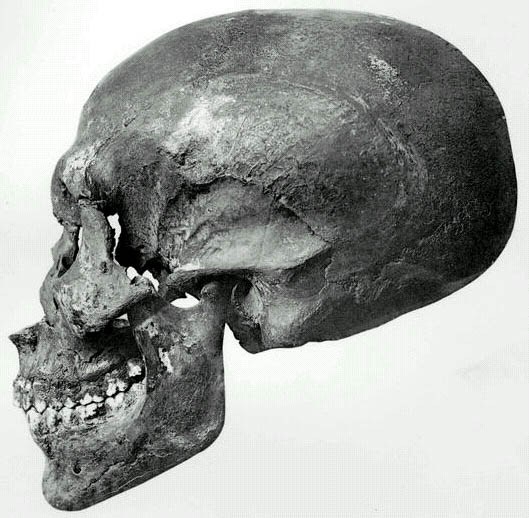
Crani trobat en la Tomba KV55

Quan la tomba s'obrí el 1907 l'única mòmia que hi havia era la d'un home. Es pensava que aquesta mòmia era d'Akhenaton, per la presència d'alguns articles funeraris (sobretot, rajoles màgiques) així com pel vandalisme sofert pel sarcòfag (Akhenaton va ser vilipendiat com a heretge). Els cartutxos amb el nom de la mòmia estan esborrats i l'ureu retirat. A més a més, la mòmia presenta semblances amb la de Tutankamon: llavi leporí, crani dolicocefàlic i escoliosi.
Aquesta identificació no fou totalment acceptada perquè, tot i que la Tomba KV55 no esmenta Semenkhare, alguns insistien a identificar-hi la mòmia. L'anàlisi d'ADN el 2010 va confirmar que es tractava de les restes del famós rei seguidor d'Aten.
Nicholas Reeves suggereix que Akhenaton i sa mare, la reina Tiy, foren inhumats en la nova capital, Al-Amarna, però els seus cossos es traslladaren a la Tomba KV55 durant el regnat de Tutankamon, fill d'Akhenaton i de la seua esposa secundària, Kiya. La porta fou segellada amb el nom de Tutankamon. Allí les mòmies van romandre prop de 200 anys, fins que els treballadors que excavaven la tomba propera de Ramsés IX la descobriren. En aquesta època Akhenaton era menyspreat com el rei heretge, així que el sarcòfag de la reina Tiy es tragué de la seua presència profanadora, a excepció de la capella de fusta daurada que la cobria, que fou desmuntada per a retirar-ne el sarcòfag. Els retrats d'Akhenaton s'esborraren amb cisell, al sarcòfag la màscara daurada fou esquinçada i el cartutx amb el seu nom eliminat, per a condemnar-lo a l'oblit etern. Com a insult final, fou llançada una gran roca contra el taüt, que destrossà els suports del sarcòfag amb forma de lleó.

## Galeria fotogràfica

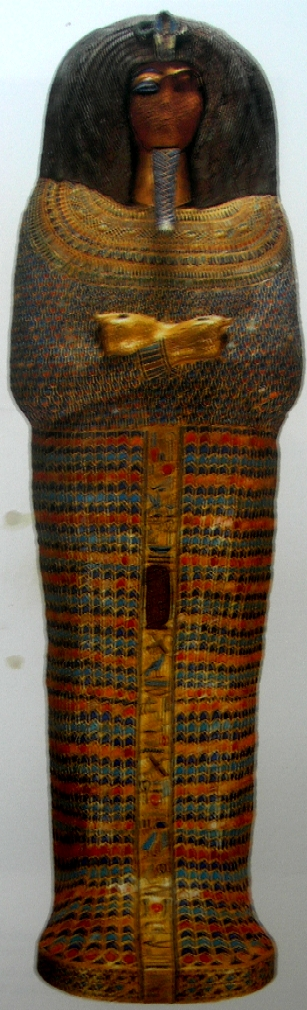
Tapa del sarcòfag reial
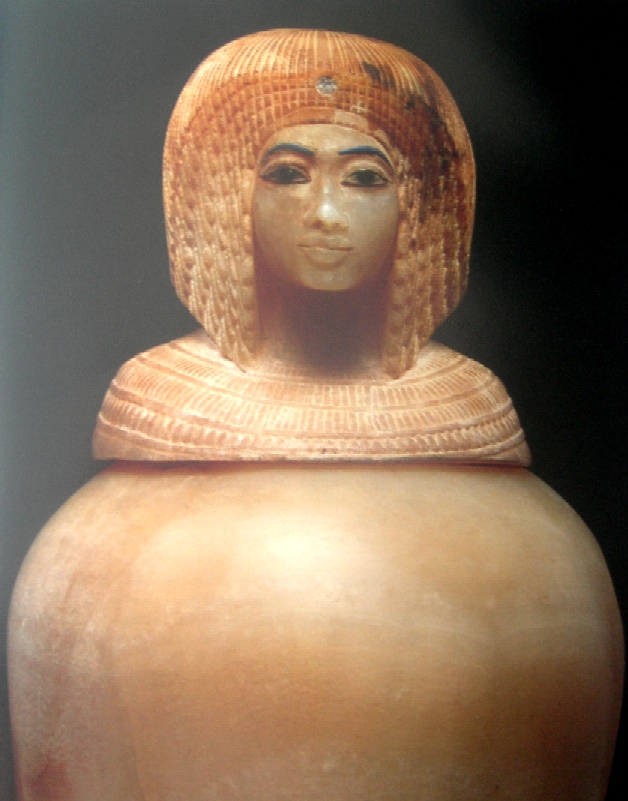
Got canopi amb el nom de Kiya. Museu del Caire
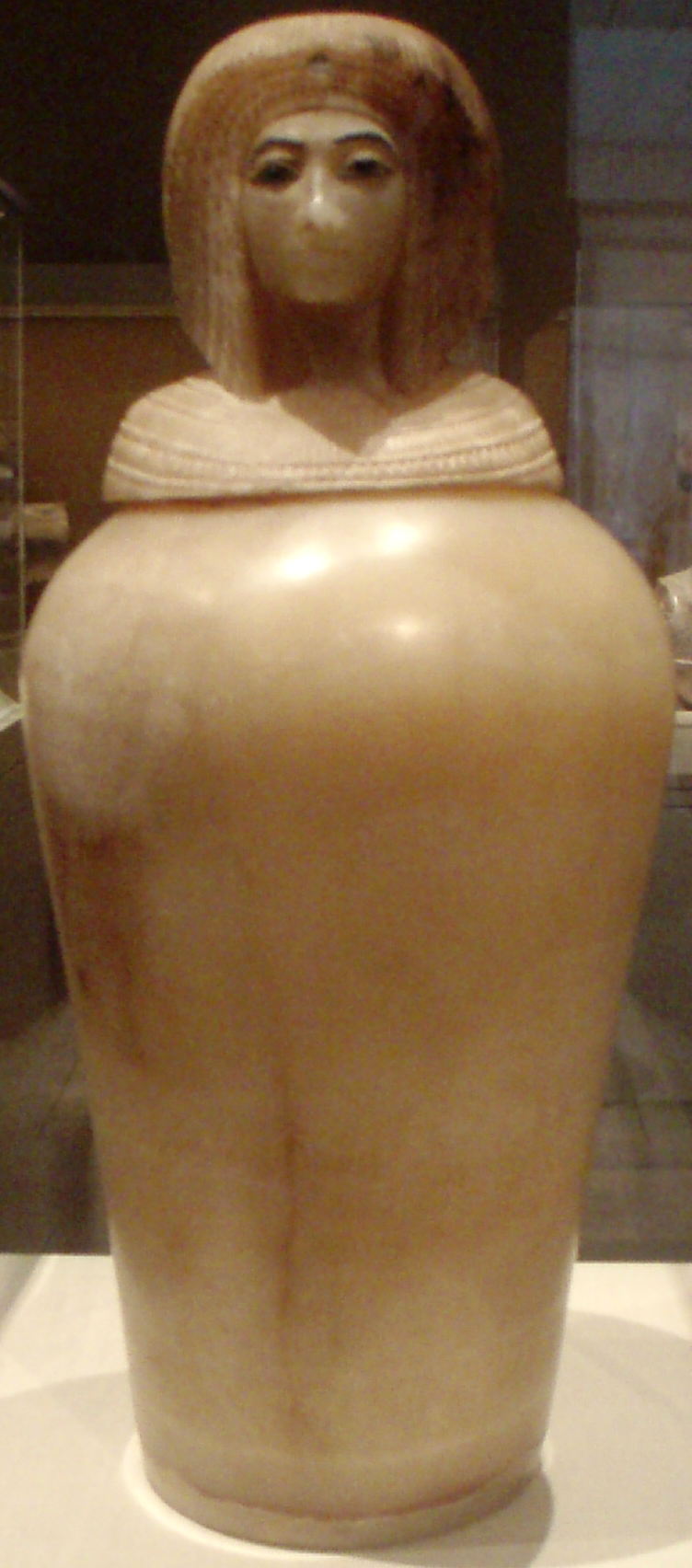
Got canopi amb el nom de Kiya. Metropolitan Museum of Art, Nova York
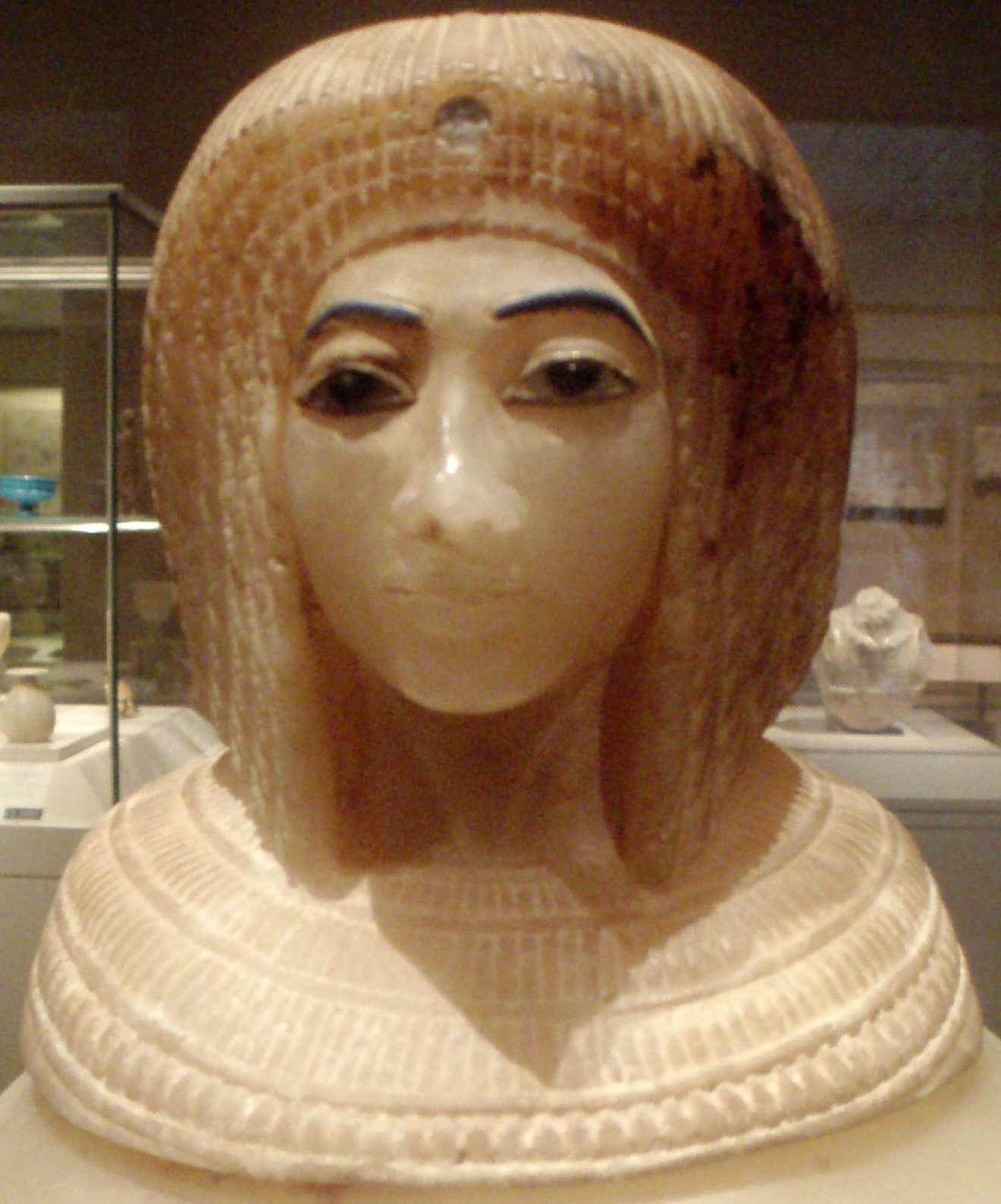
Tap d'un vas canopi amb el retrat de Kiya. Metropolitan Museum of Art, Nova York
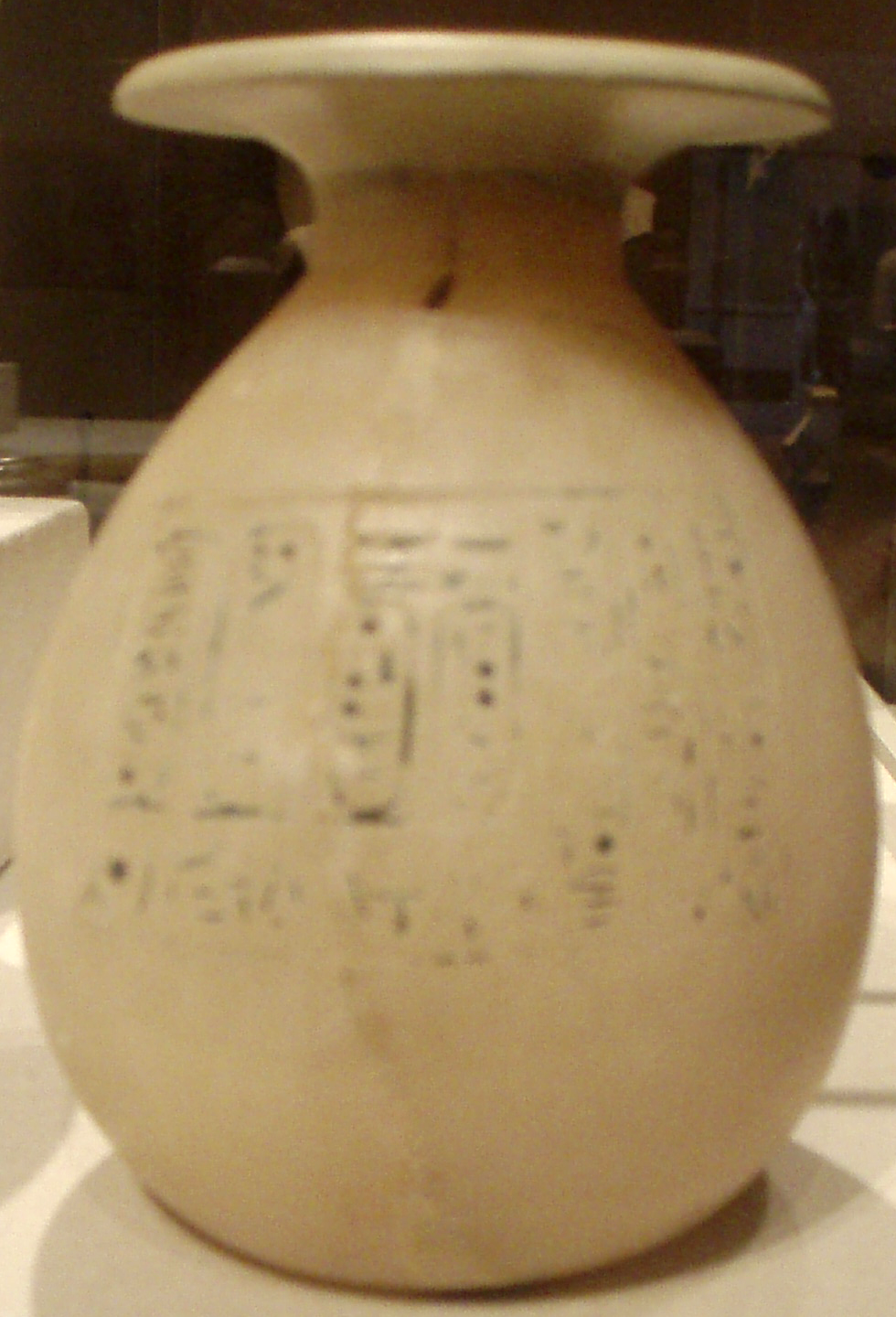
Got amb els cartutxos de Kiya - Metropolitan Museum of Art, Nova York
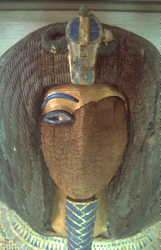
Màscara trencada profanada. Museu Egipci del Caire